# کیکو رامیرز
کیکو رامیرز (انگلیسی: Kiko Ramírez؛ زادهٔ ۱۴ ژوئیهٔ ۱۹۷۰) بازیکن فوتبال اهل اسپانیا است.
از باشگاه‌هایی که در آن بازی کرده‌است می‌توان به باشگاه فوتبال مالاگا اشاره کرد.